# 3848 Analucia
3848 Analucia este un asteroid din centura principală, descoperit pe 21 martie 1982 de Henri Debehogne.